# Ujmuż
Ujmuż (ros. Уймуж) – wieś (sieło) w Rosji, w Kraju Permskim, w rejonie bardymskim. W 2021 liczyła 233 mieszkańców.